# Primera Nacional de Fútbol Femenino 2009-10
La temporada 2009-10 de la Primera Nacional de Fútbol Femenino se disputó entre el 5 de septiembre de 2009 y el 2 de mayo de 2010. Posteriormente se celebró la promoción de ascenso a la Superliga.

## Sistema de competición
Participan un total de 80 clubes, distribuidos en cuatro grupos de catorce equipos, uno de trece (Grupo V por el abandono del AD Ciudad de Plasencia) y uno de once (Grupo VI por el abandono del Agüimes CF, CD Astra y CD Rayco), según criterios de proximidad geográfica. El torneo se desarrolla en cada grupo por un sistema de liga, en el que juegan todos contra todos, a doble partido -una en campo propio y otra en campo contrario- siguiendo un calendario previamente establecido por sorteo.
La clasificación final se establece con arreglo a los puntos obtenidos en cada enfrentamiento, a razón de tres por partido ganado, uno por empatado y ninguno en caso de derrota. Si al finalizar el campeonato dos equipos igualan a puntos, los mecanismos para desempatar la clasificación son los siguientes:
1. El que tenga una mayor diferencia entre goles a favor y en contra en los enfrentamientos entre ambos.
2. Si persiste el empate, se tiene en cuenta la diferencia de goles a favor y en contra en todos los encuentros del campeonato.

El club que suma más puntos al término del campeonato se proclama campeón de Primera Nacional y disputa la promoción de ascenso a la Superliga con el resto de campeones. De los seis campeones, cuatro ascienden finalmente a la máxima categoría, cuyos colistas desciende a Primera Nacional la siguiente temporada.
Los últimos clasificados de cada grupo de la Primera Nacional descienden a sus respectivas categorías territoriales, de donde ascienden cada año otros tantos equipos.

## Equipos 2009/10
| Equipos de País Vasco (8), Aragón (3), Navarra (2) y La Rioja (1). - AD Abanto - Añorga KKE - Athletic Club "B" - Aurrerá de Vitoria - Oiartzun KE - Gure Txokoa Mariño - SD San Ignacio - CD Zarautz - CD Movera - Prainsa Zaragoza "B" - San Juan de Mozarrifar - CA Osasuna - San Juan de Pamplona - Valvanera CD | Equipos de Galicia (5), Castilla y León (5), Asturias (3) y Cantabria (1). - Atlético Arousana - FVPR El Olivo - Erizana CF - Peluquería Mixta Friol - Pontevedra CF - CD Amigos del Duero - Casa Social Católica - León FF - Nuestra Señora de Belén - CD Ponferrada 100 - Gijón FF - C. D. Langreo Femenino - EF Mareo - Reocín Racing |

| Equipos de Cataluña (11) y Islas Baleares (3). - FC Barcelona "B" - Cerdanyola del Vallès FC - AD Cornellà de Terri - RCD Espanyol "B" - UE L'Estartit "B" - CE Europa - Girona CF - UE Lleida - UD Polvoritense - CE Sant Gabriel - UE Vic - Sporting Ciutat de Palma - Atlético de Paguera - UD Collerense "B" | Equipos de Madrid (6), Castilla-La Mancha (4) y Comunidad Valenciana (4). - EFF Alcobendas - Atlético de Madrid "B" - AD Colmenar Viejo - CF Pozuelo de Alarcón - Rayo Vallecano "B" - AD Torrejón CF "B" - CFF Albacete - Fundación Albacete - CF La Solana - CD Miguelturreño - La Unión Manises - Levante UD "B" - CFF Marítim - Sp. Plaza de Argel |

| Equipos de Andalucía (8) y Extremadura (5). - CD Algaidas - Atlético Monachil - CD Ciudad Jardín - Granada CF - CD Híspalis - La Rambla - Sevilla FC "B" - Ufeco Mezquita - CFF Cáceres - Comarca Llanos Olivenza - Extremadura FCF - CDF Pacense - AD Trujillo | Equipos de Canarias (11). - CD Achamán Santa Lucía - CD Aguere - CD Arguineguín - CD Charco del Pino - UD Las Torres - CD Orientación Marítima - Santa María de la Vega - UD Tacuense - CD Tarsa - CF Unión Viera - Universidad de Las Palmas |

## Resultados y clasificación

### Grupo I

#### Clasificación
| Pos. | Equipo                 | PJ | G  | E | P  | GF  | GC  | DG   | Pts |
| ---- | ---------------------- | -- | -- | - | -- | --- | --- | ---- | --- |
| 1.   | Athletic Club "B"      | 26 | 23 | 0 | 3  | 115 | 16  | +99  | 69  |
| 2.   | Oiartzun KE            | 26 | 18 | 4 | 4  | 61  | 25  | +36  | 58  |
| 3.   | CA Osasuna             | 26 | 17 | 2 | 7  | 53  | 29  | +24  | 53  |
| 4.   | Aurrerá de Vitoria     | 26 | 16 | 3 | 7  | 101 | 38  | +63  | 51  |
| 5.   | San Juan de Mozarrifar | 26 | 14 | 6 | 6  | 47  | 23  | +24  | 48  |
| 6.   | Añorga KKE             | 26 | 13 | 5 | 8  | 58  | 44  | +14  | 44  |
| 7.   | AD Abanto              | 26 | 11 | 8 | 7  | 44  | 37  | +7   | 41  |
| 8.   | Prainsa Zaragoza "B"   | 26 | 9  | 7 | 10 | 41  | 45  | -4   | 34  |
| 9.   | San Juan de Pamplona   | 26 | 9  | 6 | 11 | 40  | 29  | +11  | 33  |
| 10.  | SD San Ignacio         | 26 | 10 | 5 | 11 | 56  | 44  | +12  | 32  |
| 11.  | Gure Txokoa Mariño     | 26 | 8  | 3 | 15 | 30  | 45  | -15  | 27  |
| 12.  | CD Movera              | 26 | 4  | 3 | 19 | 30  | 75  | -45  | 15  |
| 13.  | CD Zarautz             | 26 | 2  | 3 | 21 | 14  | 91  | -77  | 9   |
| 14.  | Valvanera CD           | 26 | 0  | 1 | 25 | 13  | 162 | -149 | -2  |

Pts = Puntos; PJ = Partidos Jugados; G = Partidos Ganados; E = Partidos Empatados; P = Partidos Perdidos; GF = Goles Anotados; GC = Goles Recibidos
|  | Clasificado para la promoción de ascenso a Superliga |
|  | Desciende a Categoría regional                       |

#### Resultados
|                         | ABA | AÑO | ATH | AUV  | MAR | MOV  | OIA | OSA | SIG  | SJM | SJP | TAL | VAL  | ZAR  |
| AD Abanto               |     | 2-3 | 0-2 | 4-4  | 1-1 | 3-1  | 0-2 | 1-1 | 2-2  | 3-1 | 1-0 | 2-1 | 3-0  | 2-0  |
| Añorga KKE              | 4-4 |     | 2-4 | 1-4  | 1-2 | 2-2  | 2-1 | 1-3 | 3-1  | 2-1 | 1-0 | 2-0 | 9-1  | 5-1  |
| Athletic Club "B"       | 4-1 | 2-0 |     | 4-1  | 5-0 | 17-0 | 4-1 | 2-1 | 0-2  | 2-1 | 1-0 | 1-2 | 15-0 | 12-0 |
| CD Aurrerá de Vitoria   | 0-0 | 6-0 | 1-2 |      | 2-0 | 3-1  | 2-4 | 6-1 | 3-2  | 2-3 | 6-0 | 4-1 | 10-0 | 7-0  |
| Gure Txokoa Mariño      | 1-3 | 1-1 | 0-3 | 2-4  |     | 6-0  | 0-2 | 0-1 | 1-4  | 1-3 | 0-1 | 4-0 | 1-0  | 0-1  |
| CD Movera               | 0-1 | 1-3 | 1-3 | 1-4  | 1-2 |      | 0-1 | 0-2 | 2-2  | 0-3 | 0-4 | 1-4 | 7-0  | 4-0  |
| Oiartzun KE             | 1-1 | 3-0 | 0-2 | 4-3  | 4-1 | 2-0  |     | 1-0 | 1-0  | 3-0 | 2-1 | 3-1 | 8-0  | 4-1  |
| CA Osasuna              | 3-1 | 2-0 | 1-2 | 2-1  | 1-0 | 3-0  | 2-2 |     | 3-2  | 0-2 | 1-0 | 0-3 | 6-1  | 5-0  |
| SD San Ignacio          | 0-1 | 1-5 | 1-3 | 0-8  | 4-0 | 3-0  | 1-3 | 1-2 |      | 0-3 | 1-0 | 4-1 | 2-0  | 6-0  |
| San Juan de Mozarrifar  | 3-1 | 1-1 | 1-0 | 2-0  | 1-0 | 0-0  | 1-1 | 0-2 | 0-0  |     | 1-3 | 0-0 | 9-0  | 3-0  |
| San Juan de Pamplona    | 2-2 | 1-1 | 0-1 | 0-2  | 1-2 | 2-0  | 2-0 | 2-1 | 0-0  | 1-2 |     | 1-1 | 9-0  | 0-0  |
| Transportes Alcaine "B" | 1-0 | 0-4 | 0-7 | 2-2  | 0-0 | 2-1  | 0-0 | 0-2 | 2-2  | 0-1 | 2-2 |     | 6-1  | 3-1  |
| Valvanera CD            | 0-4 | 0-4 | 0-8 | 2-10 | 0-2 | 3-6  | 1-6 | 0-6 | 0-12 | 0-4 | 0-6 | 0-4 |      | 3-4  |
| CD Zarautz              | 0-1 | 0-1 | 0-9 | 0-6  | 1-3 | 0-1  | 0-2 | 1-2 | 1-3  | 1-1 | 1-2 | 0-5 | 1-1  |      |

### Grupo II

#### Clasificación
| Pos. | Equipo                  | PJ | G  | E | P  | GF | GC | DG  | Pts |
| ---- | ----------------------- | -- | -- | - | -- | -- | -- | --- | --- |
| 1.   | Reocín Racing           | 26 | 21 | 3 | 2  | 86 | 36 | +50 | 66  |
| 2.   | FVPR El Olivo           | 26 | 17 | 5 | 4  | 74 | 38 | +36 | 56  |
| 3.   | León FF                 | 26 | 15 | 4 | 7  | 56 | 47 | +9  | 49  |
| 4.   | Pontevedra CF           | 26 | 15 | 2 | 9  | 61 | 48 | +13 | 47  |
| 5.   | CD Ponferrada 100       | 26 | 10 | 5 | 11 | 40 | 44 | -4  | 35  |
| 6.   | CD Amigos del Duero     | 26 | 9  | 6 | 11 | 40 | 52 | -12 | 33  |
| 7.   | Erizana CF              | 26 | 9  | 5 | 12 | 47 | 57 | -10 | 32  |
| 8.   | EF Mareo                | 26 | 9  | 4 | 13 | 53 | 56 | -3  | 31  |
| 9.   | Nuestra Señora de Belén | 26 | 8  | 7 | 11 | 38 | 48 | -10 | 31  |
| 10.  | Gijón FF                | 26 | 8  | 7 | 11 | 43 | 48 | -5  | 31  |
| 11.  | Peluquería Mixta Friol  | 26 | 8  | 5 | 13 | 37 | 50 | -13 | 29  |
| 12.  | C. D. Langreo Femenino  | 26 | 9  | 1 | 16 | 44 | 61 | -17 | 28  |
| 13.  | Casa Social Católica    | 26 | 8  | 4 | 14 | 44 | 63 | -19 | 28  |
| 14.  | Atlético Arousana       | 26 | 6  | 2 | 18 | 47 | 62 | -15 | 20  |

Pts = Puntos; PJ = Partidos Jugados; G = Partidos Ganados; E = Partidos Empatados; P = Partidos Perdidos; GF = Goles Anotados; GC = Goles Recibidos
|  | Clasificado para la promoción de ascenso a Superliga |
|  | Desciende a Categoría regional                       |

#### Resultados
|                       | ADU | ARO | CSC | OLI | ERI | GIJ | LAN | LEO | MAR | NSB | PMF | PNF | PNT | REO  |
| Amigos del Duero      | -   | 2-4 | 3-2 | 1-0 | 1-1 | 1-1 | 3-2 | 2-3 | 1-1 | 0-0 | 1-0 | 0-1 | 1-3 | 2-0  |
| Atlético Arousana     | 2-4 | -   | 1-2 | 1-3 | 2-3 | 2-3 | 5-2 | 0-1 | 2-0 | 3-0 | 2-3 | 1-2 | 0-3 | 1-2  |
| Casa Social Católica  | 1-1 | 3-6 | -   | 4-3 | 2-2 | 1-3 | 2-1 | 2-3 | 2-0 | 2-1 | 2-1 | 0-1 | 0-3 | 0-4  |
| El Olivo              | 5-1 | 4-1 | 2-2 | -   | 3-1 | 3-1 | 8-3 | 4-2 | 1-2 | 1-0 | 3-1 | 4-0 | 3-1 | 5-1  |
| Erizana               | 0-1 | 3-2 | 2-3 | 4-4 | -   | 2-1 | 5-3 | 2-3 | 3-0 | 5-2 | 2-2 | 1-0 | 1-2 | 0-2  |
| Gijón                 | 2-1 | 3-3 | 2-2 | 0-1 | 1-0 | -   | 3-1 | 2-3 | 3-2 | 1-2 | 2-0 | 0-4 | 4-1 | 2-4  |
| Langreo               | 3-1 | 2-1 | 2-0 | 1-2 | 1-2 | 4-1 | -   | 2-1 | 3-1 | 0-4 | 0-1 | 2-0 | 1-0 | 1-3  |
| León                  | 1-2 | 2-0 | 1-0 | 0-1 | 3-1 | 1-1 | 3-1 | -   | 4-2 | 1-1 | 5-1 | 2-1 | 2-1 | 3-10 |
| Mareo                 | 9-1 | 5-2 | 4-3 | 2-2 | 1-2 | 2-1 | 0-4 | 2-2 | -   | 1-1 | 3-2 | 1-3 | 2-3 | 1-4  |
| Ntra. Señora de Belén | 2-1 | 0-0 | 3-1 | 1-4 | 5-0 | 1-1 | 4-1 | 3-2 | 0-4 | -   | 0-0 | 1-0 | 2-2 | 0-5  |
| PM Friol              | 2-2 | 1-0 | 5-2 | 0-2 | 1-0 | 1-1 | 2-1 | 1-2 | 1-2 | 5-2 | -   | 1-0 | 0-2 | 1-4  |
| Ponferrada            | 2-1 | 2-1 | 4-2 | 3-3 | 2-2 | 1-1 | 4-1 | 2-2 | 0-3 | 1-0 | 2-2 | -   | 3-6 | 0-1  |
| Pontevedra            | 2-4 | 2-3 | 1-3 | 4-2 | 5-2 | 4-3 | 3-0 | 0-2 | 1-0 | 3-1 | 3-2 | 4-1 | -   | 1-5  |
| Reocín Racing         | 3-2 | 5-2 | 4-1 | 1-1 | 5-1 | 1-0 | 2-2 | 3-2 | 5-3 | 4-2 | 5-1 | 2-1 | 1-1 | -    |

### Grupo III
| Pos. | Equipo                   | PJ | G  | E | P  | GF  | GC  | DG   | Pts |
| ---- | ------------------------ | -- | -- | - | -- | --- | --- | ---- | --- |
| 1.   | CE Sant Gabriel          | 26 | 24 | 0 | 2  | 153 | 22  | +131 | 72  |
| 2.   | RCD Espanyol "B"         | 26 | 21 | 1 | 4  | 115 | 27  | +88  | 64  |
| 3.   | FC Barcelona "B"         | 26 | 19 | 1 | 6  | 95  | 32  | +63  | 58  |
| 4.   | Girona CF                | 26 | 18 | 1 | 7  | 80  | 42  | +38  | 55  |
| 5.   | UE Lleida                | 26 | 17 | 0 | 9  | 67  | 45  | +22  | 51  |
| 6.   | Cerdanyola del Vallès    | 26 | 14 | 5 | 7  | 83  | 52  | +31  | 47  |
| 7.   | UE L'Estartit "B"        | 26 | 12 | 1 | 13 | 77  | 86  | -9   | 37  |
| 8.   | CE Europa                | 26 | 11 | 3 | 12 | 50  | 44  | +6   | 36  |
| 9.   | Sporting Ciutat de Palma | 26 | 10 | 3 | 13 | 75  | 62  | +13  | 33  |
| 10.  | UE Vic                   | 26 | 10 | 3 | 13 | 45  | 57  | -12  | 33  |
| 11.  | AD Cornellà de Terri     | 26 | 7  | 2 | 17 | 32  | 65  | -33  | 23  |
| 12.  | UD Polvoritense          | 26 | 3  | 3 | 20 | 52  | 159 | -107 | 12  |
| 13.  | UD Collerense "B"        | 26 | 4  | 0 | 22 | 29  | 113 | -84  | 12  |
| 14.  | Atlético de Paguera      | 26 | 0  | 1 | 25 | 19  | 166 | -147 | 1   |

Pts = Puntos; PJ = Partidos Jugados; G = Partidos Ganados; E = Partidos Empatados; P = Partidos Perdidos; GF = Goles Anotados; GC = Goles Recibidos
|  | Clasificado para la promoción de ascenso a Superliga |
|  | Desciende a Categoría regional                       |

### Grupo IV
| Pos. | Equipo                 | PJ | G  | E  | P  | GF | GC | DG  | Pts |
| ---- | ---------------------- | -- | -- | -- | -- | -- | -- | --- | --- |
| 1.   | Fundación Albacete     | 26 | 20 | 2  | 4  | 77 | 30 | +47 | 62  |
| 2.   | Rayo Vallecano "B"     | 26 | 18 | 5  | 3  | 72 | 23 | +49 | 59  |
| 3.   | CF Pozuelo de Alarcón  | 26 | 15 | 5  | 6  | 75 | 28 | +47 | 50  |
| 4.   | CFF Albacete           | 26 | 14 | 5  | 7  | 45 | 38 | +7  | 47  |
| 5.   | CFF Marítim            | 26 | 13 | 8  | 5  | 44 | 37 | +7  | 47  |
| 6.   | Sp. Plaza de Argel     | 26 | 13 | 3  | 10 | 63 | 42 | +21 | 42  |
| 7.   | AD Torrejón CF "B"     | 26 | 10 | 4  | 12 | 35 | 45 | +10 | 34  |
| 8.   | CF La Solana           | 26 | 9  | 5  | 12 | 45 | 49 | -4  | 32  |
| 9.   | Atlético de Madrid "B" | 26 | 6  | 13 | 7  | 37 | 37 | 0   | 31  |
| 10.  | Levante UD "B"         | 26 | 7  | 5  | 14 | 43 | 63 | -20 | 26  |
| 11.  | La Unión Manises       | 26 | 5  | 5  | 16 | 41 | 83 | -42 | 20  |
| 12.  | AD Colmenar Viejo      | 26 | 5  | 5  | 16 | 40 | 80 | -40 | 20  |
| 13.  | CD Miguelturreño       | 26 | 4  | 7  | 15 | 29 | 58 | -29 | 19  |
| 14.  | EFF Alcobendas         | 26 | 5  | 4  | 17 | 37 | 70 | -33 | 19  |

Pts = Puntos; PJ = Partidos Jugados; G = Partidos Ganados; E = Partidos Empatados; P = Partidos Perdidos; GF = Goles Anotados; GC = Goles Recibidos
|  | Clasificado para la promoción de ascenso a Superliga |
|  | Desciende a Categoría regional                       |

### Grupo V
| Pos. | Equipo                  | PJ | G  | E | P  | GF | GC | DG  | Pts |
| ---- | ----------------------- | -- | -- | - | -- | -- | -- | --- | --- |
| 1.   | Extremadura FCF         | 24 | 20 | 3 | 1  | 77 | 20 | +57 | 63  |
| 2.   | Ufeco Mezquita          | 24 | 16 | 3 | 5  | 82 | 32 | +50 | 51  |
| 3.   | Comarca Llanos Olivenza | 24 | 15 | 4 | 5  | 79 | 34 | +45 | 49  |
| 4.   | CFF Cáceres             | 24 | 13 | 4 | 7  | 56 | 33 | +23 | 43  |
| 5.   | La Rambla               | 24 | 12 | 4 | 8  | 39 | 36 | +3  | 40  |
| 6.   | CD Híspalis             | 24 | 10 | 6 | 8  | 51 | 51 | 0   | 36  |
| 7.   | CD Algaidas             | 24 | 9  | 5 | 10 | 36 | 43 | -7  | 32  |
| 8.   | Granada CF              | 24 | 8  | 7 | 9  | 40 | 32 | +8  | 31  |
| 9.   | Sevilla FC "B"          | 24 | 6  | 8 | 10 | 44 | 46 | -2  | 26  |
| 10.  | AD Trujillo             | 24 | 6  | 4 | 14 | 43 | 61 | -18 | 22  |
| 11.  | CDF Pacense             | 24 | 5  | 5 | 14 | 27 | 66 | -39 | 20  |
| 12.  | Atlético Monachil       | 24 | 6  | 2 | 16 | 40 | 83 | -43 | 20  |
| 13.  | CD Ciudad Jardín        | 24 | 2  | 1 | 21 | 16 | 84 | -68 | 7   |

Pts = Puntos; PJ = Partidos Jugados; G = Partidos Ganados; E = Partidos Empatados; P = Partidos Perdidos; GF = Goles Anotados; GC = Goles Recibidos
|  | Clasificado para la promoción de ascenso a Superliga |
|  | Desciende a Categoría regional                       |

### Grupo VI
| Pos. | Equipo                    | PJ | G  | E | P  | GF  | GC  | DG   | Pts |
| ---- | ------------------------- | -- | -- | - | -- | --- | --- | ---- | --- |
| 1.   | CD Charco del Pino        | 20 | 17 | 3 | 0  | 108 | 14  | +94  | 54  |
| 2.   | UD Tacuense               | 20 | 15 | 3 | 2  | 100 | 23  | +77  | 48  |
| 3.   | UD Las Torres             | 20 | 14 | 4 | 2  | 52  | 11  | +41  | 46  |
| 4.   | CD Arguineguín            | 20 | 12 | 1 | 7  | 55  | 31  | +24  | 37  |
| 5.   | CD Orientación Marítima   | 20 | 9  | 3 | 8  | 43  | 44  | -1   | 30  |
| 6.   | CD Achamán Santa Lucía    | 20 | 7  | 4 | 9  | 38  | 43  | -5   | 25  |
| 7.   | CF Unión Viera            | 20 | 6  | 6 | 8  | 31  | 37  | -6   | 24  |
| 8.   | CD Aguere                 | 20 | 6  | 3 | 11 | 41  | 58  | -17  | 21  |
| 9.   | Universidad de Las Palmas | 20 | 4  | 3 | 13 | 32  | 59  | -27  | 15  |
| 10.  | CD Tarsa                  | 20 | 4  | 2 | 14 | 42  | 79  | -37  | 14  |
| 11.  | Santa María de la Vega    | 20 | 0  | 0 | 20 | 7   | 150 | -143 | 0   |

Pts = Puntos; PJ = Partidos Jugados; G = Partidos Ganados; E = Partidos Empatados; P = Partidos Perdidos; GF = Goles Anotados; GC = Goles Recibidos
|  | Clasificado para la promoción de ascenso a Superliga |
|  | Desciende a Categoría regional                       |

## Promoción de ascenso

### Grupo A

#### Resultados
| 16 de mayo de 2010, 12:45 (CET) | Reocín Racing                     | 4:1 (2:1) | Oiartzun KE | Municipal Pepín Cadelo, Reocín                            |                                                           |
|                                 | Marta 21', 81' · Lucía 44', 58' · | Reporte   | Nerea 17'   | Asistencia: 600 espectadores Árbitro(s): Moroso Medialdea | Asistencia: 600 espectadores Árbitro(s): Moroso Medialdea |

| 6 de junio de 2010, 12:00 (CET) | Extremadura FCF | 1:0 (0:0) | Reocín Racing | Francisco de la Hera, Almendralejo                     |                                                        |
|                                 | Tamara 78'      | Reporte   |               | Asistencia: 215 espectadores Árbitro(s): Morino Cotano | Asistencia: 215 espectadores Árbitro(s): Morino Cotano |

| 13 de junio de 2010, 11:30 (CET) | Oiartzun KE  | 2:1 (0:0) | Extremadura FCF | Karla Lekuona, Oyarzun       |                              |
|                                  | Anne 65' 90' | Reporte   | Lorena 66'      | Árbitro(s): Morales Hernando | Árbitro(s): Morales Hernando |

#### Clasificación
| Pos. | Equipo          | PJ | G | E | P | GF | GC | DG | Pts |
| ---- | --------------- | -- | - | - | - | -- | -- | -- | --- |
| 1.   | Reocín Racing   | 2  | 1 | 0 | 1 | 4  | 2  | +2 | 3   |
| 2.   | Extremadura FCF | 2  | 1 | 0 | 1 | 2  | 2  | 0  | 3   |
| 3.   | Oiartzun KE     | 2  | 1 | 0 | 1 | 3  | 5  | -2 | 3   |

| Asciende a Superliga Reocín Racing |

### Grupo B

#### Resultados
| 16 de mayo de 2010, 13:00 (CET) | CD Charco del Pino          | 2:2 (1:1) | Fundación Albacete     | Municipal Charco del Pino, Granadilla de Abona        |                                                       |
|                                 | Desi 14' · María José 90' · | Reporte   | Gloria 16' · Laura 86' | Asistencia: 350 espectadores Árbitro(s): López Santos | Asistencia: 350 espectadores Árbitro(s): López Santos |

| 6 de junio de 2010, 11:00 (CET) | CE Sant Gabriel | 3:0'    | CD Charco del Pino | José Luis Ruiz Casado, San Adrián de Besós               |                                                          |
|                                 | Dori · Marta    | Reporte |                    | Asistencia: 1.000 espectadores Árbitro(s): Martínez Saez | Asistencia: 1.000 espectadores Árbitro(s): Martínez Saez |

| 13 de junio de 2010, 12:00 (CET) | Fundación Albacete | 1:1 (1:0) | CE Sant Gabriel | Ciudad Deportiva, Albacete                                |                                                           |
|                                  | Vanessa Lorca 21'  | Reporte   | Dori 71'        | Asistencia: 500 espectadores Árbitro(s): Fernández Orozco | Asistencia: 500 espectadores Árbitro(s): Fernández Orozco |

#### Clasificación
| Pos. | Equipo             | PJ | G | E | P | GF | GC | DG | Pts |
| ---- | ------------------ | -- | - | - | - | -- | -- | -- | --- |
| 1.   | CE Sant Gabriel    | 2  | 1 | 1 | 0 | 4  | 1  | +3 | 4   |
| 2.   | Fundación Albacete | 2  | 0 | 2 | 0 | 3  | 3  | 0  | 2   |
| 3.   | CD Charco del Pino | 2  | 0 | 1 | 1 | 2  | 5  | -3 | 0   |

| Asciende a Superliga CE Sant Gabriel |